# Hidropteridals
Les hidropteridals (Hydropteridales) són un antic ordre de falgueres aquàtiques amb un total d'unes 100 espècies que comprenia tres famílies actuals i una d'extingida (Hydropteris). Va ser establert per Willd.
Actualment s'integra dins l'ordre Salviniales.